# Иван (Зуане) Гундулић
Иван Зуане Гундулић (1381 — 1437) био је дубровачки племић и дипломата.
Иван је рођен у Дубровнику у угледној дубровачкој породици Гундулић (ита. Gondola), који су традиционално обављали дипломатске послове за Дубровачку републику. Иван је дипломатске послове обављао у унутрашњости Балканског полуострва по тадашњој Србији и Босни. У историји је остао познат по једном догађају из Босанског краљевства, а којем је био свједок.
Августа 1415. године, босански краљ Остоја Котроманић је сазвао своје племство у мјесту Парена пољана код престолног Бобовца. Скуп је био замка за Павла Раденовића, на коме је исти и погубљен, а његов син Петар је заробљен од стране завјереника. Овом састанку у Пареној пољани је присуствовао и Иван Гундулић, који је записао своја искуства из овог догађаја. Његови записи су данас једини историјски извори у вези овог догађаја.